# 2. Frauen-Bundesliga 2017/18
Die Saison 2017/18 war die 14. Spielzeit der 2. Bundesliga im Frauenfußball. Zum vorerst letzten Mal wurde die Liga in zwei Staffeln ausgespielt. Die Saison begann am 2. September 2017 und endete mit dem letzten Spieltag am 13. Mai 2018. Die Qualifikationsspiele zur eingleisigen 2. Bundesliga wurden am 21., 27. Mai und dem 3. Juni 2018 ausgetragen. Die jeweils bestplatzierten aufstiegsberechtigten Mannschaften der beiden Staffeln, Borussia Mönchengladbach und Bayer 04 Leverkusen, stiegen in die Bundesliga auf.

## Nord

### Abschlusstabelle
| Pl.               | Verein                       | Sp. | S  | U | N  | Tore    | Diff. | Punkte |
| ----------------- | ---------------------------- | --- | -- | - | -- | ------- | ----- | ------ |
| 1.                | Borussia Mönchengladbach (A) | 22  | 15 | 4 | 3  | 075:250 | +50   | 49     |
| 2.                | VfL Wolfsburg II             | 22  | 14 | 4 | 4  | 065:140 | +51   | 46     |
| 3.                | SV Meppen                    | 22  | 14 | 4 | 4  | 071:320 | +39   | 46     |
| 4.                | 1. FFC Turbine Potsdam II    | 22  | 14 | 0 | 8  | 070:390 | +31   | 42     |
| 5.                | BV Cloppenburg               | 22  | 12 | 4 | 6  | 053:290 | +24   | 40     |
| 6.                | FSV Gütersloh 2009           | 22  | 11 | 3 | 8  | 064:450 | +19   | 36     |
| 7.                | FF USV Jena II (N)           | 22  | 11 | 3 | 8  | 040:350 | +5    | 36     |
| 8.                | Arminia Bielefeld            | 22  | 11 | 2 | 9  | 046:300 | +16   | 35     |
| 9.                | SV Henstedt-Ulzburg          | 22  | 5  | 1 | 16 | 036:900 | −54   | 16     |
| 10.               | TV Jahn Delmenhorst (N)      | 22  | 4  | 2 | 16 | 025:810 | −56   | 14     |
| 11.               | Blau-Weiß Hohen Neuendorf    | 22  | 2  | 4 | 16 | 018:760 | −58   | 10     |
| 12.               | Herforder SV                 | 22  | 2  | 3 | 17 | 027:940 | −67   | 09     |
| Stand: Saisonende |                              |     |    |   |    |         |       |        |

| (A) | Absteiger aus der Fußball-Bundesliga 2016/17    |
| (N) | Aufsteiger aus der Fußball-Regionalliga 2016/17 |

Anmerkung: Zweite Mannschaften sind nicht aufstiegsberechtigt, wenn die erste Mannschaft bereits in der Bundesliga spielt.

### Kreuztabelle
Die Kreuztabelle stellt die Ergebnisse aller Spiele dieser Saison dar. Die Heimmannschaft ist in der linken Spalte, die Gastmannschaft in der oberen Zeile aufgelistet.
| 2017/18 Nord              |     | BV Cloppenburg | TV Jahn Delmenhorst | FSV Gütersloh 2009 | SV Henstedt-Ulzburg | Herforder SV | Blau-Weiß Hohen Neuendorf | FF USV Jena II | SV Meppen | Borussia Mönchengladbach | 1. FFC Turbine Potsdam II | VfL Wolfsburg II |
| ------------------------- | --- | -------------- | ------------------- | ------------------ | ------------------- | ------------ | ------------------------- | -------------- | --------- | ------------------------ | ------------------------- | ---------------- |
| Arminia Bielefeld         |     | 1:2            | 1:0                 | 1:0                | 4:2                 | 2:0          | 5:1                       | 2:0            | 1:4       | 1:2                      | 1:4                       | 2:0              |
| BV Cloppenburg            | 3:0 |                | 6:0                 | 2:1                | 6:0                 | 3:0          | 2:2                       | 1:2            | 1:1       | 0:0                      | 1:2                       | 0:4              |
| TV Jahn Delmenhorst       | 1:5 | 0:3            |                     | 2:3                | 4:2                 | 4:3          | 0:0                       | 0:6            | 0:4       | 1:4                      | 4:1                       | 0:4              |
| FSV Gütersloh 2009        | 1:1 | 4:3            | 6:1                 |                    | 9:2                 | 4:0          | 6:1                       | 4:3            | 2:3       | 1:4                      | 4:1                       | 0:2              |
| SV Henstedt-Ulzburg       | 1:6 | 1:5            | 3:1                 | 4:1                |                     | 4:3          | 3:1                       | 0:1            | 1:2       | 1:5                      | 0:6                       | 1:6              |
| Herforder SV              | 0:7 | 1:3            | 0:3                 | 4:1                | 2:2                 |              | 0:0                       | 2:3            | 4:4       | 1:11                     | 0:3                       | 1:7              |
| Blau-Weiß Hohen Neuendorf | 0:3 | 0:5            | 2:0                 | 0:5                | 2:3                 | 0:2          |                           | 1:2            | 4:3       | 1:2                      | 0:9                       | 1:1              |
| FF USV Jena II            | 1:1 | 3:1            | 0:0                 | 2:3                | 3:0                 | 2:1          | 3:1                       |                | 2:5       | 3:1                      | 1:4                       | 0:0              |
| SV Meppen                 | 1:0 | 2:2            | 8:2                 | 2:1                | 4:2                 | 12:0         | 10:0                      | 1:0            |           | 1:0                      | 1:3                       | 1:0              |
| Borussia Mönchengladbach  | 1:0 | 3:0            | 2:1                 | 2:2                | 6:2                 | 8:2          | 6:1                       | 4:2            | 1:1       |                          | 3:0                       | 1:2              |
| 1. FFC Turbine Potsdam II | 2:1 | 1:2            | 9:1                 | 5:6                | 5:2                 | 7:1          | 1:0                       | 0:1            | 5:1       | 0:7                      |                           | 0:1              |
| VfL Wolfsburg II          | 4:1 | 1:2            | 9:0                 | 0:0                | 8:0                 | 4:0          | 5:0                       | 3:0            | 1:0       | 2:2                      | 1:2                       |                  |

### Spielstätten
| Verein                    | Stadion                                     | Kapazität |
| ------------------------- | ------------------------------------------- | --------- |
| Herforder SV              | Ludwig-Jahn-Stadion                         | 18.400    |
| SV Meppen                 | Hänsch-Arena                                | 16.500    |
| TV Jahn Delmenhorst       | Städtisches Stadion an der Düsternortstraße | 12.000    |
| Borussia Mönchengladbach  | Grenzlandstadion                            | 10.000    |
| VfL Wolfsburg II          | AOK Stadion                                 | 05.200    |
| BV Cloppenburg            | pk sportpark                                | 05.001    |
| FSV Gütersloh 2009        | Tönnies-Arena                               | 03.562    |
| 1. FFC Turbine Potsdam II | Sportforum in der Waldstadt                 | 02.000    |
| FF USV Jena II            | Sportzentrum Oberaue                        | 02.000    |
| Arminia Bielefeld         | Waldstadion Quelle                          | 02.000    |
| SV Henstedt-Ulzburg       | Stadion Schäferkampsweg                     | 01.500    |
| Blau-Weiß Hohen Neuendorf | Sportanlage Niederheide                     | 01.000    |

### Torschützenliste
| Pl. | Nat.                                                  | Spieler                                                                   | Verein                                                                                  | Tore |
| --- | ----------------------------------------------------- | ------------------------------------------------------------------------- | --------------------------------------------------------------------------------------- | ---- |
| 1   | Deutschland                                           | Sarah Grünheid                                                            | Arminia Bielefeld                                                                       | 16   |
| 2   | Deutschland Deutschland Deutschland Polen Deutschland | Jalila Dalaf Melissa Kössler Anna-Lena Stolze Agnieszka Winczo Alina Witt | SV Meppen 1. FFC Turbine Potsdam II VfL Wolfsburg II BV Cloppenburg SV Henstedt-Ulzburg | 15   |

## Süd

### Abschlusstabelle
| Pl.               | Verein                     | Sp. | S  | U | N  | Tore    | Diff. | Punkte |
| ----------------- | -------------------------- | --- | -- | - | -- | ------- | ----- | ------ |
| 1.                | TSG 1899 Hoffenheim II (M) | 22  | 18 | 2 | 2  | 061:170 | +44   | 56     |
| 2.                | FC Bayern München II       | 22  | 17 | 3 | 2  | 059:190 | +40   | 54     |
| 3.                | Bayer 04 Leverkusen (A)    | 22  | 13 | 2 | 7  | 047:370 | +10   | 41     |
| 4.                | 1. FC Saarbrücken          | 22  | 10 | 6 | 6  | 048:360 | +12   | 36     |
| 5.                | 1. FFC Frankfurt II        | 22  | 10 | 3 | 9  | 038:270 | +11   | 33     |
| 6.                | FSV Hessen Wetzlar         | 22  | 10 | 1 | 11 | 033:340 | −1    | 31     |
| 7.                | VfL Sindelfingen           | 22  | 6  | 9 | 7  | 026:310 | −5    | 27     |
| 8.                | TSV Schott Mainz           | 22  | 7  | 5 | 10 | 031:490 | −18   | 26     |
| 9.                | SC Freiburg II (N)         | 22  | 5  | 7 | 10 | 028:310 | −3    | 22     |
| 10.               | 1. FFC 08 Niederkirchen    | 22  | 4  | 4 | 14 | 018:540 | −36   | 16     |
| 11.               | SG 99 Andernach (N)        | 22  | 4  | 2 | 16 | 029:520 | −23   | 14     |
| 12.               | 1. FC Köln II (N)          | 22  | 2  | 8 | 12 | 023:540 | −31   | 14     |
| Stand: Saisonende |                            |     |    |   |    |         |       |        |

| (A) | Absteiger aus der Fußball-Bundesliga 2016/17    |
| (N) | Aufsteiger aus der Fußball-Regionalliga 2016/17 |

Anmerkung: Zweite Mannschaften sind nicht aufstiegsberechtigt, wenn die erste Mannschaft bereits in der Bundesliga spielt.

### Kreuztabelle
Die Kreuztabelle stellt die Ergebnisse aller Spiele dieser Saison dar. Die Heimmannschaft ist in der linken Spalte, die Gastmannschaft in der oberen Zeile aufgelistet.
| 2017/18 Süd             | SG 99 Andernach | 1. FFC Frankfurt II | SC Freiburg | TSG 1899 Hoffenheim II | 1. FC Köln II | Bayer 04 Leverkusen | TSV Schott Mainz | FC Bayern München II | 1. FFC 08 Niederkirchen | 1. FC Saarbrücken | VfL Sindelfingen | FSV Hessen Wetzlar |
| ----------------------- | --------------- | ------------------- | ----------- | ---------------------- | ------------- | ------------------- | ---------------- | -------------------- | ----------------------- | ----------------- | ---------------- | ------------------ |
| SG 99 Andernach         |                 | 1:3                 | 1:3         | 1:2                    | 3:0           | 3:4                 | 1:2              | 0:3                  | 1:2                     | 1:5               | 2:2              | 2:3                |
| 1. FFC Frankfurt II     | 0:1             |                     | 1:2         | 1:2                    | 2:2           | 1:2                 | 6:1              | 0:2                  | 5:0                     | 0:1               | 0:0              | 3:2                |
| SC Freiburg II          | 5:1             | 0:2                 |             | 0:2                    | 2:0           | 1:2                 | 1:1              | 0:2                  | 0:1                     | 2:2               | 0:0              | 0:1                |
| TSG 1899 Hoffenheim II  | 4:1             | 0:1                 | 1:1         |                        | 4:1           | 4:2                 | 2:0              | 4:0                  | 5:0                     | 4:0               | 1:1              | 3:0                |
| 1. FC Köln II           | 1:0             | 0:1                 | 1:1         | 0:4                    |               | 2:3                 | 2:2              | 1:5                  | 2:1                     | 1:2               | 2:2              | 0:3                |
| Bayer 04 Leverkusen     | 2:1             | 3:0                 | 2:1         | 0:1                    | 3:1           |                     | 1:1              | 3:2                  | 3:0                     | 2:3               | 6:1              | 2:3                |
| TSV Schott Mainz        | 2:4             | 1:0                 | 3:2         | 2:3                    | 2:2           | 1:0                 |                  | 0:6                  | 4:1                     | 1:2               | 1:0              | 1:2                |
| FC Bayern München II    | 1:0             | 3:1                 | 3:1         | 3:1                    | 1:1           | 6:1                 | 6:1              |                      | 3:0                     | 1:1               | 3:1              | 3:1                |
| 1. FFC 08 Niederkirchen | 3:0             | 1:5                 | 1:1         | 1:2                    | 1:1           | 1:2                 | 2:0w             | 0:2                  |                         | 1:6               | 1:1              | 0:2                |
| 1. FC Saarbrücken       | 2:2             | 2:4                 | 1:4         | 0:3                    | 9:1           | 1:1                 | 3:3              | 1:2                  | 1:1                     |                   | 1:0              | 1:0                |
| VfL Sindelfingen        | 2:1             | 0:0                 | 2:0         | 1:5                    | 1:1           | 2:1                 | 2:0              | 0:0                  | 4:0                     | 1:4               |                  | 0:1                |
| FSV Hessen Wetzlar      | 1:2             | 1:2                 | 1:1         | 1:4                    | 2:1           | 1:2                 | 1:2              | 1:2                  | 4:0                     | 1:0               | 1:3              |                    |

w: Das Spiel (ursprünglich 1:4) wurde 2:0 für Niederkirchen gewertet, da eine Mainzer Spielerin nicht spielberechtigt war.

### Spielstätten
| Verein                  | Stadion                     | Kapazität |
| ----------------------- | --------------------------- | --------- |
| SG 99 Andernach         | Stadion am Bassenheimer Weg | 14.000    |
| FSV Hessen Wetzlar      | Stadion Wetzlar             | 08.000    |
| 1. FC Saarbrücken       | Stadion Kieselhumes         | 06.000    |
| 1. FC Köln II           | Franz-Kremer-Stadion        | 05.457    |
| 1. FFC Frankfurt II     | Stadion am Brentanobad      | 05.200    |
| VfL Sindelfingen        | Floschenstadion             | 05.000    |
| SC Freiburg II          | Schönbergstadion            | 05.000    |
| TSV Schott Mainz        | Otto-Schott-Sportzentrum    | 03.000    |
| FC Bayern München II    | Sportpark Aschheim          | 03.000    |
| TSG 1899 Hoffenheim II  | Ensinger Stadion St. Leon   | 02.000    |
| 1. FFC 08 Niederkirchen | Sportgelände Nachtweide     | 02.000    |
| Bayer 04 Leverkusen     | NLZ Kurtekotten             | 01.140    |

### Torschützenliste
| Pl. | Nat.                    | Spieler                              | Verein                                   | Tore |
| --- | ----------------------- | ------------------------------------ | ---------------------------------------- | ---- |
| 1   | Deutschland Deutschland | Jana Beuschlein Jacqueline de Backer | TSG 1899 Hoffenheim II 1. FC Saarbrücken | 18   |
| 3   | Deutschland             | Annika Eberhardt                     | TSG 1899 Hoffenheim II                   | 15   |
| 4   | Deutschland Deutschland | Selina Cerci Jasmin Umlauf           | FC Bayern München II SG 99 Andernach     | 14   |

## Qualifikationsrunde zur eingleisigen 2. Bundesliga
Seit der Saison 2018/19 wird die 2. Bundesliga als eingleisige Liga mit 14 Mannschaften ausgespielt. Die Mannschaften bis Platz sechs waren automatisch für die eingleisige 2. Bundesliga qualifiziert. Die beiden siebtplatzierten ermittelten zusammen mit den Meistern der fünf Regionalligen und einem Vizemeister der Regionalligen in zwei Vierergruppen die beiden letzten Mannschaften für die eingleisige 2. Bundesliga. Der Vizemeister war über eine Leistungstabelle der Regionalverbände ermittelt worden, in der das Abschneiden der letzten drei Spielzeiten in der 1. und 2. Frauen-Bundesliga einging. Da aus der Regionalliga Nord keine Mannschaft die Zulassung zur 2. Bundesliga beantragt hatte und auch andere Mannschaften auf die Teilnahme verzichteten, erhielt neben dem Regionalverband Süd auch der Regionalverband Nordost einen zweiten Startplatz. Die Spiele wurden am 21.5., 27.5. und 3.6. ausgetragen.

### Teilnehmer
- FF USV Jena II (2. BL Nord)
- VfL Sindelfingen Ladies (2. BL Süd)
- 1. FC Union Berlin (RL Nordost, Meister)
- Magdeburger FFC (RL Nordost, Platz 2)
- SGS Essen II (RL West, Platz 3)
- Eintracht Frankfurt (RL Süd, Meister)
- SV 67 Weinberg (RL Süd, Platz 2)
- FC Speyer 09 (RL Südwest, Platz 2)

### Gruppe 1
| Pl. | Land                | Sp. | S | U | N | Tore    | Diff. | Punkte |
| --- | ------------------- | --- | - | - | - | ------- | ----- | ------ |
| 1.  | SV 67 Weinberg      | 3   | 3 | 0 | 0 | 008:100 | +7    | 09     |
| 2.  | FF USV Jena II 1    | 3   | 2 | 0 | 1 | 007:600 | +1    | 06     |
| 3.  | Eintracht Frankfurt | 3   | 1 | 0 | 2 | 008:700 | +1    | 03     |
| 4.  | FC Speyer 09        | 3   | 0 | 0 | 3 | 003:150 | −12   | 0      |

| Datum        |                     | Ergebnis |                     |
| ------------ | ------------------- | -------- | ------------------- |
| 21. Mai 2018 | FF USV Jena II      | 3:1      | Eintracht Frankfurt |
| 21. Mai 2018 | SV 67 Weinberg      | 4:1      | FC Speyer 09        |
| 27. Mai 2018 | FF USV Jena II      | 0:4      | SV 67 Weinberg      |
| 27. Mai 2018 | Eintracht Frankfurt | 7:1      | FC Speyer 09        |
| 3. Juni 2018 | FC Speyer 09        | 1:4      | FF USV Jena II      |
| 3. Juni 2018 | Eintracht Frankfurt | 0:3      | SV 67 Weinberg      |

### Gruppe 2
| Pl. | Land                    | Sp. | S | U | N | Tore    | Diff. | Punkte |
| --- | ----------------------- | --- | - | - | - | ------- | ----- | ------ |
| 1.  | SGS Essen II            | 3   | 3 | 0 | 0 | 007:000 | +7    | 09     |
| 2.  | Magdeburger FFC         | 3   | 2 | 0 | 1 | 003:300 | ±0    | 06     |
| 3.  | VfL Sindelfingen Ladies | 3   | 0 | 1 | 2 | 000:300 | −3    | 01     |
| 4.  | 1. FC Union Berlin      | 3   | 0 | 1 | 2 | 000:400 | −4    | 01     |

| Datum        |                         | Ergebnis |                         |
| ------------ | ----------------------- | -------- | ----------------------- |
| 21. Mai 2018 | Magdeburger FFC         | 0:3      | SGS Essen II            |
| 21. Mai 2018 | VfL Sindelfingen Ladies | 0:0      | 1. FC Union Berlin      |
| 27. Mai 2018 | VfL Sindelfingen Ladies | 0:1      | Magdeburger FFC         |
| 27. Mai 2018 | 1. FC Union Berlin      | 0:2      | SGS Essen II            |
| 3. Juni 2018 | SGS Essen II            | 2:0      | VfL Sindelfingen Ladies |
| 3. Juni 2018 | 1. FC Union Berlin      | 0:2      | Magdeburger FFC         |